# Pharangispa
Pharangispa es un género de escarabajos  de la familia Chrysomelidae. En 1929 Maulik describió el género. Contiene las siguientes especies:
- Pharangispa alpiniae (Samuelson, 1990)
- Pharangispa cristobala (Gressitt, 1957)
- Pharangispa fasciata (Gressitt, 1957)
- Pharangispa heliconiae (Gressitt, 1990)
- Pharangispa purpureipennis (Maulik, 1929)